# Espacio Urbano 15 Norte
Espacio Urbano 15 Norte (anteriormente Viña Shopping) es un centro comercial en la ciudad de Viña del Mar en la región de Valparaíso, Chile. Se encuentra ubicado en avenida Benidorm. En 1990, en el terreno donde está actualmente emplazado este centro comercial, Ekono abrió su primer local en regiones; después, Homecenter Sodimac se incorporó al lado de este supermercado. Ocho años más tarde este espacio pasó a llamarse Viña Shopping y Ekono fue renombrado bajo el formato Líder, se agregó un patio de comidas, locales menores, la multitienda La Polar y la cadena de cines Cinemark (la primera establecida fuera de Santiago). También hay un Happyland (centro de juegos) y un gimnasio Sportlife.
Obtuvo su nombre actual en 2008.
Era propiedad de Distribución y Servicio (luego Walmart Chile), mediante su firma inmobiliaria Saitec. En junio de 2015 se consideró una ampliación del centro comercial. El 1 de septiembre de 2016 el centro comercial (junto con otros diez que ocupan la marca Espacio Urbano) fueron vendidos a Confuturo y Corpseguros.
En agosto de 2023, se inician las obras de remodelación del mall Espacio Urbano 15 Norte de Viña del Mar, las cuales incluyen la construcción de una nueva sucursal de la tienda Falabella en la ciudad jardín, la ampliación y mejora del patio de comidas, la habilitación de espacios verdes optimizados para food trucks, entre otros.